# Екатериновка (станция)
Екатери́новка — железнодорожная станция Приволжской железной дороги на линии Ртищево — Саратов (линия электрифицирована). Расположена в районном посёлке Екатериновка Саратовской области. Через станцию осуществляются пассажирские перевозки на Балашов, Балаково, Ртищево, Волгоград, Москву, Саратов, Астрахань, Санкт-Петербург, Казань, Нижний Новгород, Мурманск.

## История
Открыта в 1871 году как станция железной дороги линии Москва — Саратов. Своё название получила от находящейся в восьми верстах деревни Екатериновка (ныне Малая Екатериновка).

## Дальнее сообщение
| № поезда | Маршрут движения               | № поезда | Маршрут движения               |
| -------- | ------------------------------ | -------- | ------------------------------ |
| 17       | Саратов — Москва               | 18       | Москва — Саратов               |
| 31       | Саратов — Москва               | 32       | Москва — Саратов               |
| 137      | Саратов — Москва               | 138      | Москва — Саратов               |
| 339      | Новороссийск — Нижний Новгород | 340      | Нижний Новгород — Новороссийск |